# Губины
Губины — древние русские дворянские рода.
Потомство новгородца Якова Губина, владевшего поместьями в Новгородской земле и переведённого (1495) на поместья в Суздаль, разделилось на три ветви, внесены в VI и II части дворянской родословной книги Тверской, Калужской и Тамбовской губерний.
Остальные рода Губиных нового происхождения.

## История рода
В XV столетии Яков Васильевич владел поместьями в Вотской пятине († 1500), которое перешло его вдове Анне. Сын боярский Третьяк Михайлович Синие Губы был приставом при русском после в Польшу (1498).
Василий Губин послан Царьград (1521). Иван Губин губной староста на Белоозере (1533). Данила Губин послан в Нагаи (1536). Постник Никитич дьяк (1537—1554), его сын Богдан вяземский сын боярский, зачислен в состав московского дворянства (1550), голова в Ливонском походе (1559), за желание бежать в Литву бит кнутом и заточен в тюрьме в Галиче (1562). Яков Губин владел поместьем в Тверском уезде (1540). Ксения Губина верховая боярыня у царицы Настасьи Романовны (1547). Андрей и Григорий Третьяковы вяземский дети боярские, зачислены в состав московского дворянства (1550). Денис Терентьевич убит под Казанью (1552), его имя записано в синодик московского Успенского собора на вечное поминовение. Мещовские городовые дворяне Никита и Меньшик Григорьевичи поручились по Ивану Петровичу Яковлеве (1565), а Василий Иванович, серпьянин Меньшой Григорьевич и каширянин Иван Григорьевич поручились по князю Ивану Фёдоровичу Мстиславскому (1571). Мещовский сын боярский Иван Григорьевич был в литовском плену (1564). Василий Иванович служил каширским городовым дворянином (1556), Сыну боярскому рязанского владыки Петру Губину принадлежал двор в Переславле Рязанском (1567). Василий Иванович владел поместьем в Московском уезде (ранее 1573). Миня-Шемет Михайлович владел вотчиной в Тверском уезде, а Иван Михайлович поместьем в Белозёрском уезде (1573). Игнатий Фёдорович владел поместьем в Тульском уезде (ранее 1587). Представители рода участвовал в местнических спорах (1580-е).
Данила Тимофеевич за Новгородскую службу вёрстан денежным окладом (1614). Степан Фёдорович вёрстан новичным окладом по Воронежу (1622), Михаил Богданович по Мещере (1628). Матвей Губин получил поместную придачу за сеунч от князя Черкасского (1655), стряпчий Антон Данилович за сеунч от князя Пожарского (1655). Терентий Наумович Шацкий помещик (1665). Григорий и Василий Яковлевичи владели дворами в Кашире и поместьями в Каширском уезде. Осип Федосеевич владел поместьем в Тульском уезде (1675). Каширская помещица Анна Матвеевна замужем за князем Трофимом Фёдоровичем Борятинским (1691).
Двое представителей рода владели населёнными имениями (1699).

## Известные представители
- Губин Иван Иванович — дворянин (1571).
- Губин Богдан Нежданович — шацкий городовой дворянин (1608).
- Губин Харлам — воевода в Тотьме (1608).
- Губин Богдан Иванович — воевода в Каргополе (1612), Тобольске (1615—1617), дьяк Ямского приказа (1619—1622).
- Губин Григорий Васильевич — воевода в Осколе (1614).
- Губин Дмитрий Меньшого — владел поместьем в Белёвском уезде (1613), серпейский городовой дворянин (1627—1629).
- Губин Антон Никитич — жилец (1646).
- Губин Третьяк — голова в Устюге (1650).
- Губин Григорий — таможенный голова в Устюге (1654).
- Губин Антон Данилович — стряпчий (1658—1676), воевода в Нарымском и Кетском острогах (1673)[уточнить (обс.)], Кетском остроге (1676).
- Губин Григорий Яковлевич — стряпчий (1658—1676).
- Губин Герасим — прапорщик (1660), ранен под Губарёвым.
- Губин Иван Андреевич — воевода в Мещовске (1670).
- Губины: Степан Дмитриевич, Матвей Григорьевич и Данила Никитич — московские дворяне (1671—1677).
- Губин Иван Яковлевич — стряпчий (1671—1676), московский дворянин (1692).
- Губин Иван Антонович — воевода в Нарымском и Кетском острогах (1673)[уточнить (обс.)], стряпчий (1680).
- Губин Яков — Устюжский таможенный голова (1680).
- Губин Влас — лекарь (1680).
- Губин Алексей Антонович — стряпчий (1683), стольник (1692).
- Губин Матвей Григорьевич — воевода в Кашире (1684).
- Губин Данила Салтанович — московский дворянин (1688).
- Губины: Лев и Осип Степановичи — стряпчие (1692)[3][4][5].